# Молде (футбольний клуб)
«Молде» (норв. Molde) — норвезький футбольний клуб з однойменного міста, заснований 1911 року. Виступає в найвищому дивізіоні Норвегії.

## Історія

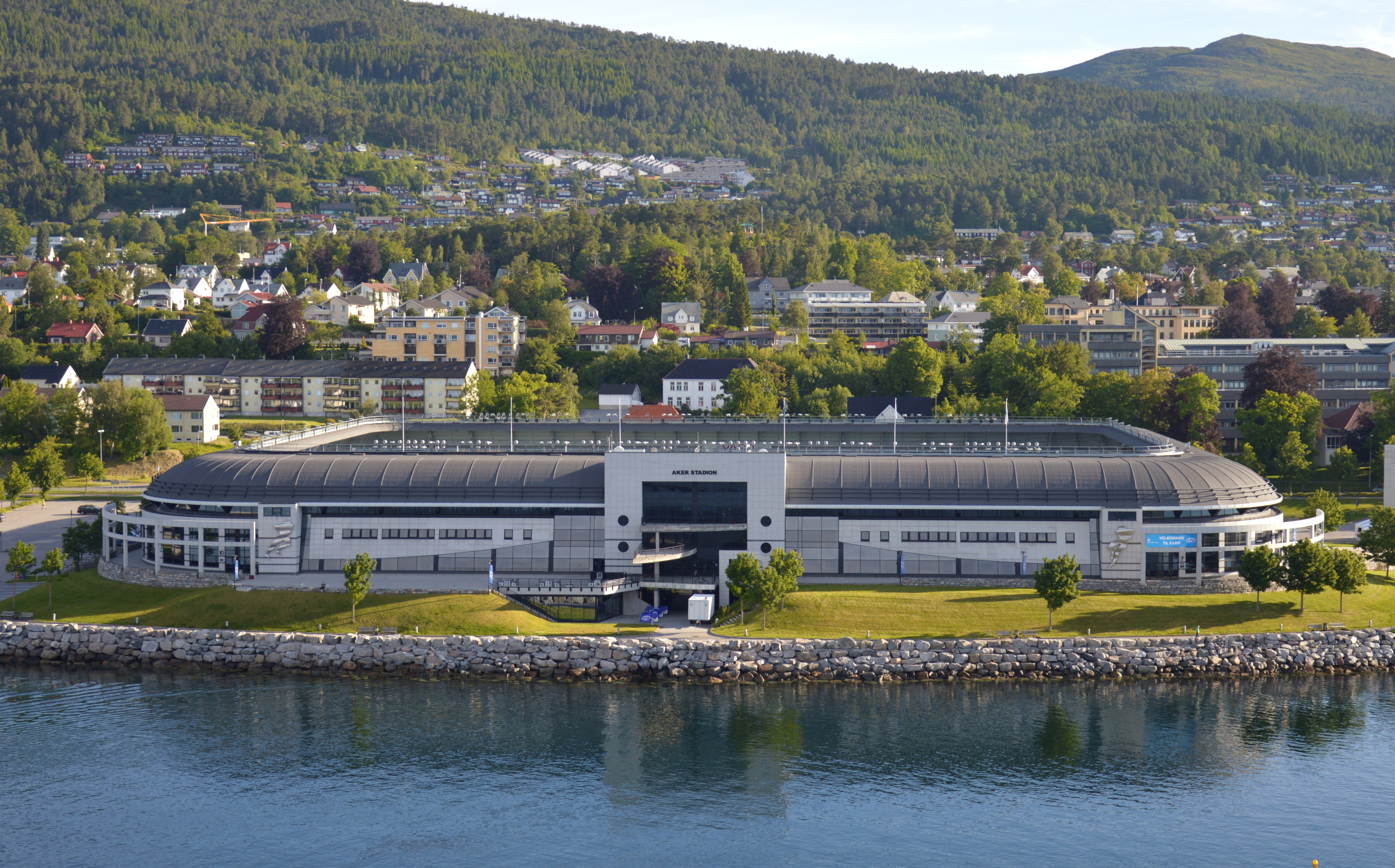
Стадіон «Молде» «Акер» на фоні міста

Заснований клуб 1911 року. Сучасну назву отримав у 1915.
До початку 70-их років XX століття «Молде» грав переважно у нижчих дивізіонах. І тільки 1974 року клуб вийшов до вищого дивізіону та остаточно там закріпився.
Домашні матчі команда проводить на стадіоні «Акер», який було відкрито 1998 року. Стадіон є подарунком місцевих бізнесменів Г'єлла Інге Рекке і Берна Руне Г'єлстена. Клуб вболівальників «Молде» має назву Tornekrattet (Місто троянд), який було засновано після перемоги клуба у фіналі Кубка Норвегії 1994 року. Найбільш принциповим суперником для «Молде» є «Русенборг» з Тронгейма.
Протягом 1990-х та 2000-х років «Молде» разом із «Русенборгом» був лідером норвезького футболу. У сезоні 1999/2000 «Молде» грав у груповому раунді Ліги чемпіонів. Саме тоді на стадіоні в Мольде грали гранди європейського футболу. Такі як мадридський «Реал», португальський «Порту» та грецький «Олімпіакос».
Двічі — з 2011 по 2014 і з 2015 по 2018 роки головним тренером команди був відомий в минулому футболіст Уле Гуннар Сульшер, який вже у перший свій сезон роботи в клубі привів «Молде» до першого в історії клубу чемпіонського титулу. У грудні 2018 року Сульшер прийняв запрошення англійського «Манчестер Юнайтед» і з того часу командою керує Ерлінг Мое, котрий 2021 року вивів команду у плей-оф Ліги Європи.
Восени 2014 року у третьому кваліфікаційному раунді Ліги Європи клуб зустрічався з українською «Зорею» за підсумками двох зустрічей далі пройшли луганчани.

## Поточний склад
Станом на 30 квітня 2025
| №  | Поз. | Нац.        | Гравець                 |
| -- | ---- | ----------- | ----------------------- |
| 1  | ВР   | Норвегія    | Якоб Карлстрем          |
| 2  | ЗХ   | Норвегія    | Мартін Бйорнбак         |
| 3  | ЗХ   | Норвегія    | Каспер Ойванн           |
| 4  | ЗХ   | Данія       | Вальдемар Лунд          |
| 5  | ПЗ   | Норвегія    | Ейрік Гестад            |
| 6  | ЗХ   | Норвегія    | Ісак Амундсен           |
| 7  | ПЗ   | Норвегія    | Магнус Ейкрем (капітан) |
| 8  | НП   | Норвегія    | Фредрік Гулбрандсен     |
| 9  | НП   | Гана        | Джалал Абдулаі          |
| 10 | ПЗ   | Данія       | Мадс Енггор             |
| 11 | ПЗ   | Кот-д'Івуар | Калеб Заді Сері         |
| 12 | ВР   | Норвегія    | Олівер Петерсен         |
| 14 | НП   | Норвегія    | Ветон Беріша            |
| 15 | ПЗ   | Норвегія    | Маркус Андре Кааса      |
| 16 | ПЗ   | Норвегія    | Еміль Брейвік           |

| №  | Поз. | Нац.     | Гравець           |
| -- | ---- | -------- | ----------------- |
| 17 | ПЗ   | Норвегія | Матс Меллер Делі  |
| 18 | ПЗ   | Норвегія | Галлдор Стеневік  |
| 19 | ЗХ   | Норвегія | Ейрік Гауган      |
| 20 | ПЗ   | Норвегія | Крістіан Еріксен  |
| 21 | ЗХ   | Норвегія | Мартін Ліннес     |
| 22 | ВР   | Польща   | Альберт Посьядала |
| 23 | ПЗ   | Норвегія | Сондре Гранос     |
| 24 | ПЗ   | Норвегія | Йоган Бакке       |
| 26 | ЗХ   | ПАР      | Самукеле Кабіні   |
| 27 | ПЗ   | Нігерія  | Деніел Дага       |
| 28 | ЗХ   | Норвегія | Крістоффер Гауген |
| 29 | НП   | Норвегія | Густав Нюгейм     |
| 34 | ВР   | Ірландія | Шон МакДермотт    |
| 55 | ВР   | Норвегія | Мадс Мюклебуст    |

## Відомі гравці

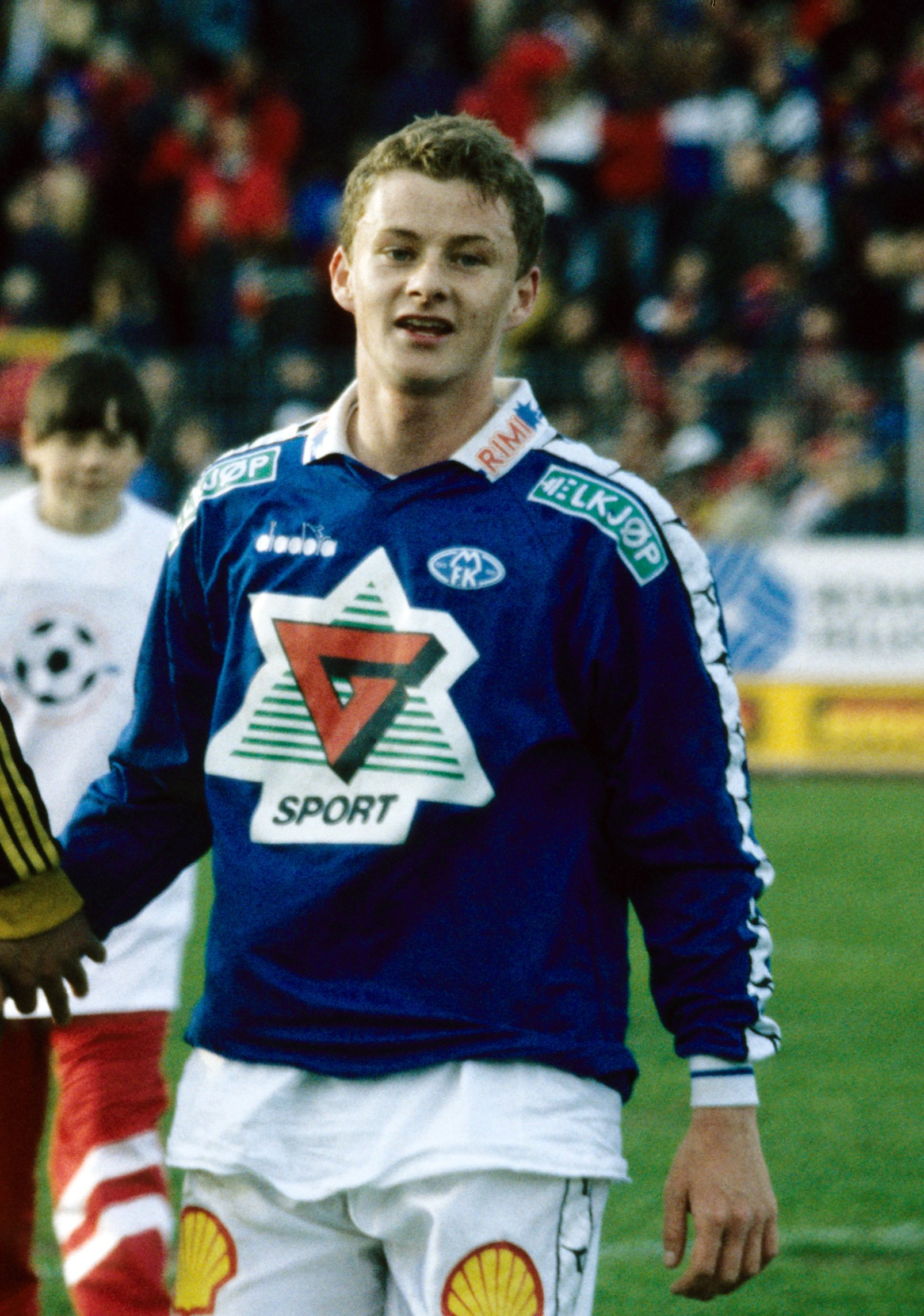
Головна зірка «Молде» Уле Гуннар Сульшер

- Уле Гуннар Сульшер
- К'єтіль Рекдаль
- Пер-Егіл Фло
- Йоона Тойвіо

## Досягнення
Чемпіонат Норвегії:
- Чемпіон (5): 2011, 2012, 2014, 2019, 2022
- Срібний призер (11): 1974, 1987, 1995, 1998, 1999, 2002, 2009, 2017, 2018, 2020, 2021

Кубок Норвегії:
- Володар кубка (6): 1994, 2005, 2013, 2014, 2021—22, 2023
- Фіналіст (4): 1982, 1989, 2009, 2024

## Виступи в єврокубках
| Сезон   | Змагання               | Раунд   | Клуб                  | Вдома        | На виїзді    | В сукупності |
| ------- | ---------------------- | ------- | --------------------- | ------------ | ------------ | ------------ |
| 1975–76 | Кубок УЄФА             | 1Р      | Естерс                | 1–0          | 0–6          | 1–6          |
| 1978–79 | Кубок УЄФА             | 1Р      | Торпедо Москва        | 3–3          | 0–4          | 3–7          |
| 1988–89 | Кубок УЄФА             | 1Р      | Варегем               | 0–0          | 1–5          | 1–5          |
| 1995–96 | Кубок володарів кубків | КР      | Динамо-93             | 2–1          | 1–1          | 3–2          |
| 1995–96 | Кубок володарів кубків | 1Р      | ПСЖ                   | 2–3          | 0–3          | 2–6          |
| 1996–97 | Кубок УЄФА             | КР      | Динамо Тбілісі        | 0–0          | 1–2          | 1–2          |
| 1998–99 | Кубок УЄФА             | 2КР     | ЦСКА Софія            | 0–0          | 0–2          | 0–2          |
| 1999–00 | Ліга чемпіонів УЄФА    | 2КР     | ЦСКА Москва           | 4–0          | 0–2          | 4–2          |
| 1999–00 | Ліга чемпіонів УЄФА    | 3КР     | Мальорка              | 0–0          | 1–1          | 1–1 (г)      |
| 1999–00 | Ліга чемпіонів УЄФА    | Група E | Порту                 | 0–1          | 1–3          | 4-е          |
| 1999–00 | Ліга чемпіонів УЄФА    | Група E | Реал Мадрид           | 0–1          | 1–4          | 4-е          |
| 1999–00 | Ліга чемпіонів УЄФА    | Група E | Олімпіакос            | 3–2          | 1–3          | 4-е          |
| 2000–01 | Кубок УЄФА             | 1Р      | Райо Вальєкано        | 0–1          | 1–1          | 1–2          |
| 2003–04 | Кубок УЄФА             | КР      | Клаксвік              | 2–0          | 4–0          | 6–0          |
| 2003–04 | Кубок УЄФА             | 1Р      | Уніан Лейрія          | 3–1          | 0–1          | 3–2          |
| 2003–04 | Кубок УЄФА             | 2Р      | Бенфіка               | 0–2          | 1–3          | 1–5          |
| 2006–07 | Кубок УЄФА             | 2КР     | Сконто                | 0–0          | 2–1          | 2–1          |
| 2006–07 | Кубок УЄФА             | 1Р      | Рейнджерс             | 0–0          | 0–2          | 0–2          |
| 2010–11 | Ліга Європи            | 2КР     | Єлгава                | 1–0          | 1–2          | 2–2 (г)      |
| 2010–11 | Ліга Європи            | 3КР     | Штутгарт              | 2–3          | 2–2          | 4–5          |
| 2012–13 | Ліга чемпіонів         | 2КР     | Вентспілс             | 3–0          | 1–1          | 4–1          |
| 2012–13 | Ліга чемпіонів         | 3КР     | Базель                | 0–1          | 1–1          | 1–2          |
| 2012–13 | Ліга Європи            | ПО      | Геренвен              | 2–0          | 2–1          | 4–1          |
| 2012–13 | Ліга Європи            | Група E | Копенгаген            | 1–2          | 1–2          | 4-е          |
| 2012–13 | Ліга Європи            | Група E | Штутгарт              | 2–0          | 1–0          | 4-е          |
| 2012–13 | Ліга Європи            | Група E | Стяуа                 | 1–2          | 0–2          | 4-е          |
| 2013–14 | Ліга чемпіонів         | 2КР     | Слайго Роверз         | 2–0          | 1–0          | 3–0          |
| 2013–14 | Ліга чемпіонів         | 3КР     | Легія                 | 1–1          | 0–0          | 1–1 (г)      |
| 2013–14 | Ліга Європи            | ПО      | Рубін                 | 0–2          | 0–3          | 0–5          |
| 2014–15 | Ліга Європи            | 2КР     | Гориця                | 4–1          | 1–1          | 5–2          |
| 2014–15 | Ліга Європи            | 3КР     | Зоря                  | 1–2          | 1–1          | 2–3          |
| 2015–16 | Ліга чемпіонів         | 2КР     | Пюнік                 | 5–0          | 0–1          | 5–1          |
| 2015–16 | Ліга чемпіонів         | 3КР     | Динамо Загреб         | 3–3          | 1–1          | 4–4 (г)      |
| 2015–16 | Ліга Європи            | ПО      | Стандард              | 2–0          | 1–3          | 3–3 (г)      |
| 2015–16 | Ліга Європи            | Група A | Фенербахче            | 0–2          | 3–1          | 1-е          |
| 2015–16 | Ліга Європи            | Група A | Аякс                  | 1–1          | 1–1          | 1-е          |
| 2015–16 | Ліга Європи            | Група A | Селтік                | 3–1          | 2–1          | 1-е          |
| 2015–16 | Ліга Європи            | 1/16    | Севілья               | 1–0          | 0–3          | 1–3          |
| 2018–19 | Ліга Європи            | 1КР     | Гленавон              | 5−1          | 1−2          | 6–3          |
| 2018–19 | Ліга Європи            | 2КР     | Лачі                  | 3−0          | 2−0          | 5–0          |
| 2018–19 | Ліга Європи            | 3КР     | Гіберніан             | 3–0          | 0−0          | 3–0          |
| 2018–19 | Ліга Європи            | ПО      | Зеніт Санкт-Петербург | 2−1          | 1−3          | 3–4          |
| 2019–20 | Ліга Європи            | 1КР     | КР                    | 7−1          | 0−0          | 7−1          |
| 2019–20 | Ліга Європи            | 2КР     | Чукарички             | 0−0          | 3−1          | 3−1          |
| 2019–20 | Ліга Європи            | 3КР     | Аріс                  | 3–0          | 1–3 (дод.ч.) | 4–3          |
| 2019–20 | Ліга Європи            | ПО      | Партизан              | 1–1          | 1–2          | 2–3          |
| 2020–21 | Ліга чемпіонів         | 1КР     | КуПС                  | 5–0          |              | 5–0          |
| 2020–21 | Ліга чемпіонів         | 2КР     | Цельє                 |              | 2–1          | 2–1          |
| 2020–21 | Ліга чемпіонів         | 3КР     | Карабах               | 0–0 пен. 6–5 |              | 0–0 пен. 6–5 |
| 2020–21 | Ліга чемпіонів         | ПР      | Ференцварош           | 3–3          | 0–0          | 3–3 (г)      |
| 2020–21 | Ліга Європи            | Група B | Дандолк               | 3–1          | 2–1          | 2-е          |
| 2020–21 | Ліга Європи            | Група B | Рапід                 | 1–0          | 2–2          | 2-е          |
| 2020–21 | Ліга Європи            | Група B | Арсенал               | 0–3          | 1–4          | 2-е          |
| 2020–21 | Ліга Європи            | 1/16    | Гоффенгайм 1899       | 3–3          | 2–0          | 5–3          |
| 2020–21 | Ліга Європи            | 1/8     | Гранада               | 2–1          | 0–2          | 2–3          |
| 2021–22 | Ліга конференцій       | 2КР     | Серветт               | 3–0          | 0–2          | 3–2          |
| 2021–22 | Ліга конференцій       | 3КР     | Трабзонспор           | 1–1          | 3–3          | 4–4 пен. 3–4 |